# جون روبرت فين
السير جون روبرت فين (بالإنجليزية: Sir John Robert Vane)‏ ـ (29 مارس 1927 ـ 19 نوفمبر 2004) هو عالم أدوية إنجليزي، حصل على جائزة نوبل في الطب سنة 1982 بالمشاركة مع السويديين سوني برغستروم وبنغت صمويلسون.

## حياته
ولد فين في تاردبيغ بمقاطعة وورسسترشاير لأب ترجع أصوله إلى مهاجرين روسيين وأم من عائلة من مزارعي وورسسترشاير. درس فين بمدرسة الملك إدوارد في إدغباستون ببرمنغهام، ثم درس الكيمياء في جامعة برمنغهام سنة 1944 وحصل على الدكتوراه في علم الأدوية من جامعة أكسفورد سنة 1953.
عمل فين بمعهد العلوم الطبية الأساسية التابع لكلية جراحي إنجلترا بجامعة لندن لمدة 18 عاماً، قام خلالها بتطوير بعض تقنيات المقايسة البيولوجية (بالإنجليزية: bioassay)‏. حصل على حصل على جائزة نوبل في الطب سنة 1982 لأبحاثه حول الأسبرين التي اكتشف فيها أنه يكبح تكون البروستاغلاندين.

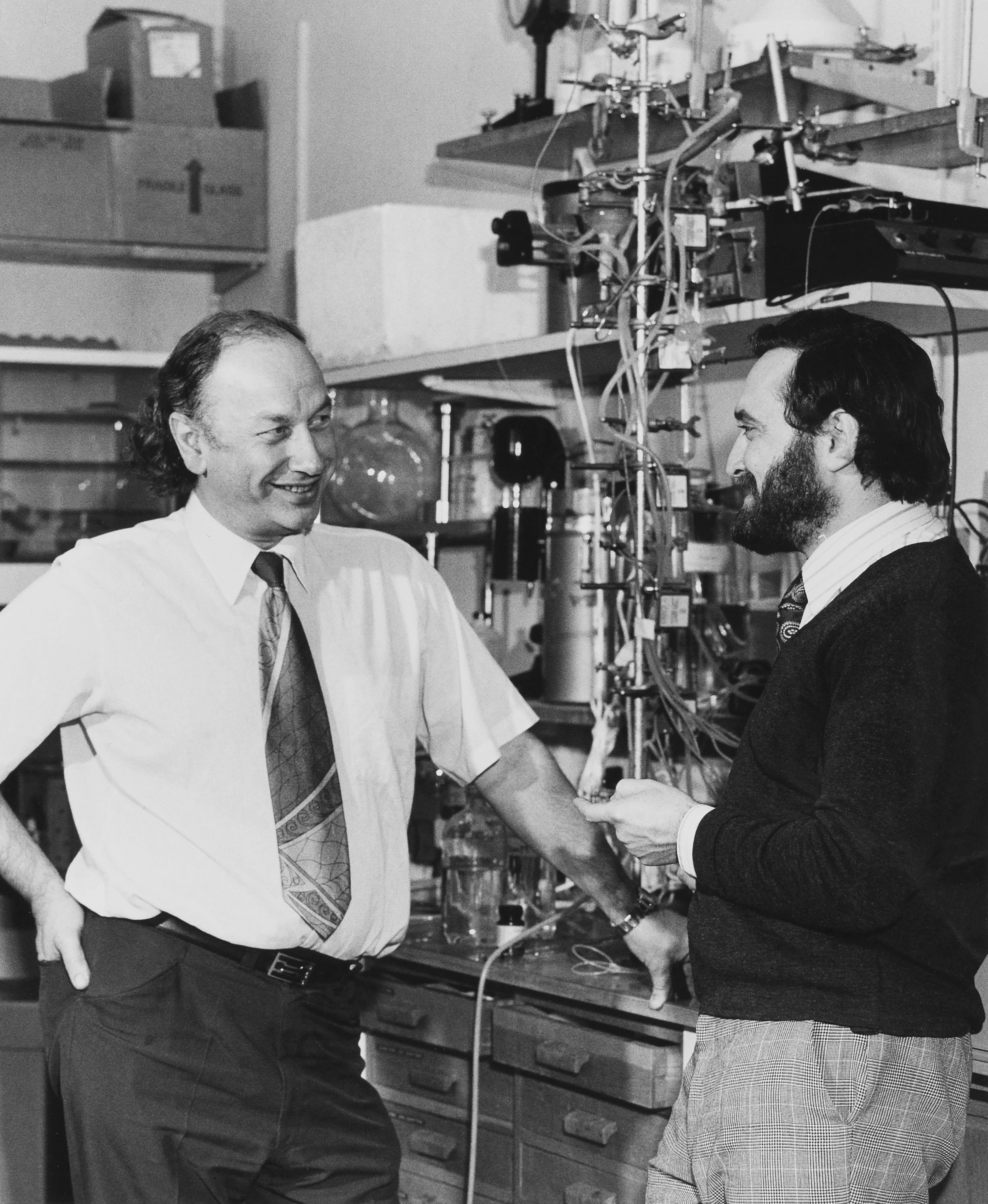
جون فاين وسلفادور مونكادا في الستينيات

في سنة 1973 ترك فين العمل الأكاديمي وعمل مديراً للأبحاث بمؤسسة ويلكام الدوائية. وفي سنة 1984 حصل على لقب فارس (سير)، ثم عاد سنة 1985 إلى العمل الأكاديمي في معهد وليام هارفي للأبحاث بكلية الطب التابعة لمستشفى سانت بارثولوميو (التي تسمى الآن مدرسة بارتس ولندن والملكة ماري لطب وطب الأسنان).

## وفاته
توفي فين في 19 نوفمبر 2004 في مستشفى برنسيس الملكي بمدينة كنت، من جراء مضاعفات كسور أصيب بها في ساقة وفخذه في مايو من نفس العام.

## روابط خارجية
- جون روبرت فين على موقع الموسوعة البريطانية (الإنجليزية)
- جون روبرت فين على موقع مونزينجر (الألمانية)
- جون روبرت فين على موقع إن إن دي بي (الإنجليزية)